# Lettres d'amour en Somalie
Lettres d'amour en Somalie je francouzský dokumentární film, který v roce 1982 natočil Frédéric Mitterrand. Dokument zachycuje vzpomínky muže, který do Francie přišel ze Somálska, a vzpomíná na svoji rodnou zemi. Snímek byl premiérově uveden ve Francii dne 12. dubna 1982.

## Ocenění
- Cena Jeana-Louise Boryho
- César: nominace v kategorii nejlepší filmový debut